# Мейер, Эрик
Эрик Мейер (нидерл. Erik Meijer; род. 2 августа 1969, Мерссен, Лимбург) — нидерландский футболист, нападающий, известный по выступлениям за МВВ, ПСВ, «Байер 04», «Ливерпуль» и «Гамбург».

## Карьера

### Клубная карьера
Эрик начал свою карьеру в клубе «Фортуна» из Ситтарда и стал широко известен по своим выступлениям за «МВВ» в первой половине 1990-х. Затем он перешёл в ПСВ, но не смог закрепиться в основном составе, в нападении которого тогда играли Роналдо, Лук Нилис и Вим Кифт.
В 1995 году он перебрался в немецкий клуб «Ёрдинген 05», в составе которого он сумел снова заблистать. Вскоре Эрик перешёл в леверкузенский «Байер 04», где составил дуэт форвардов с Ульфом Кирстеном. Пара этих нападающих была одной из самых опасных в Бундеслиге того времени.
В 1999 году, на пороге своего тридцатилетия, Эрик в качестве свободного агента перешёл в «Ливерпуль» Жерара Улье, которому для использования предпочитаемой им схемы построения тогда требовался рослый форвард. Мейер проигрывал во многих игровых качествах двум основным нападающим «Ливерпуля» того времени, Майклу Оуэну и Робби Фаулеру, однако он отличался нацеленностью на победу при любом развитии матча и никогда не отказывался от борьбы в самых безнадёжных ситуациях, что передавалось и окружавшим его партнёрам. За это Эрика, которому нечасто удавалось пробиться в состав, очень любили болельщики «красных», давшие ему прозвище Безумный Эрик (англ. Mad Erik).
Эрик был отдан в аренду до конца сезона клубу «Престон Норт Энд» в 2000 году, а в декабре того же года вернулся в Германию, подписав контракт с «Гамбургом». В 2001 году Мейер приехал в Дортмунд, чтобы поддержать «Ливерпуль» в финале Кубка УЕФА. Он встретился с болельщиками клуба, пил и пел с ними так, будто он был одним из тех, кто каждую неделю приходит на «Энфилд».
Самого большого успеха Эрик добился уже на закате своей карьеры, перейдя в клуб «Алемания» из Второй Бундеслиги, который он вскоре вывел в финал Кубка Германии. Хотя в решающем матче его команда и уступила бременскому «Вердеру», однако «Алемания» всё равно получила право участвовать в Кубке УЕФА на будущий год, так как «Вердер» в том сезоне стал ещё и чемпионом Германии. Этот успех позволил команде Мейера получить серьёзную финансовую поддержку (за счёт призовых денег и сборов от участия в Кубке УЕФА). Мейер стал капитаном команды (впервые за годы своей карьеры!) и по итогам сезона 2005/06 вернул «Алеманию» в Бундеслигу, которую она в последний раз покинула за 36 лет до этого.
Тем же летом Эрик Мейер заявил о завершении карьеры, сообщив, что хотел бы закончить её на мажорной ноте. Он вошёл в тренерский штаб клуба и некоторое время (с сентября 2006 года) даже был ассистентом главного тренера.
Эрик вместе с Вегардом Хеггемом и Джоном Олдриджем является патроном полу-профессионального клуба АФК «Ливерпуль», который создан болельщиками «Ливерпуля» в качестве альтернативы для тех фанов «красных», которые не могут позволить себе посещать матчи на «Энфилде» еженедельно. В сезоне 2008/09 эта команда выступает в Первом дивизионе лиги Северо-западных графств (10 уровень чемпионата Англии).

### Международная карьера
Эрик провёл один матч за первую сборную Нидерландов в 1993 году.

## Статистика

### Матчи Мейера за сборную Нидерландов
| Матчи Мейера за сборную Нидерландов | Матчи Мейера за сборную Нидерландов | Матчи Мейера за сборную Нидерландов | Матчи Мейера за сборную Нидерландов | Матчи Мейера за сборную Нидерландов | Матчи Мейера за сборную Нидерландов |
| ----------------------------------- | ----------------------------------- | ----------------------------------- | ----------------------------------- | ----------------------------------- | ----------------------------------- |
| №                                   | Дата                                | Соперник                            | Счёт                                | Голы Мейера                         | Соревнование                        |
| 1                                   | 24 марта 1993                       | Сан-Марино                          | 6:0                                 | —                                   | Чемпионат мира 1994 (отбор)         |

Итого: 1 матч / 0 голов; 1 победа, 0 ничьих, 0 поражений.

## Достижения
- Финалист Кубка Германии (2004)